# Ranjit Barot
Ranjit Barot (nacido 1950) es un compositor de cine, director musical, arreglista y cantante indio. Además está asociado con A. R. Rahman.
Nacido de una familia inmersa de la música clásica y de la danza India, la melodía y el ritmo siempre han sido una parte integral de la vida de Ranjit. Su madre es la reconocida bailarina de Kathak, Sitara Devi. Su respuesta en la batería occidental, incluso a la edad de 12 años, tocaba el orgánico y con un don natural, la facilidad y la artesanía, lo catapultó a convertirse en uno de los artistas más importantes de su país, sobre el instrumento a la edad de 17 años. En esta fase se incluyó viajes por Europa. Entre 1980 y 1982, Ranjit actuó en festivales europeos, como también contó con grandes intérpretes del jazz como Miles Davis, Dizzy Gillespie, Al Foster, Billy Higgins, Cecil Taylor y Louie Bellson, entre otros.

## Carrera
Ranjit desciende del norte de la India (Uttar Pradesh) y desde el oeste de la India (Gujarat). Su padre es de Gujarati y su madre es de Varanasi. Ranjit también ha tenido una larga carrera en la composición y producción musical, como en la elaboración de su propia planta de estudio en el estado de Mumbai. En este sentido tuvo el honor de trabajar con una leyenda de la industria de producción de sonido y de música, la increíble Bruce Swedien, en la que mezcló los temas musicales de Ranjit en Vande Mataram 2 y Senso Unico, un largometraje indo -italiana. Bruce ha tenido una gran influencia en la vida y la aproximación de una gran parte de su obra contemporánea musical de Ranjit. Combinado con sus fuertes raíces en la tradición clásica de la música India, su visión del mundo de la música le dio una perspectiva única en el género de cine indio.
Su viaje en esta prolífica industria comenzó en los años 80, y ha sido un baterista equipado y un arreglista de los gigantes de la industria como RD Burman, Laxmikant - Pyarelal , Kalyanji - Anandji, ha continuando a través de las eras como de Anu Malik e Ismail Darbar.
Su trabajo en este campo, también le ha ganado muchos elogios y por el reconocimiento como compositor y arreglista de la música para proyectos de sus álbumes y Largometrajes .
Ranjit ha sido una parte integral de algunos de A. R. La mayor obra de Rahman a través de los años y sigue aportando su personalidad única a este género de música.

## Filmografía

### Como músico y compositor
- Shaitan (10 de junio de 2011) (Released)
- Thanks Maa (5 de marzo de 2010) (Released)
- Yeh Mera India (28 de agosto de 2009) (Released)
- Toss (28 de agosto de 2009) (Released)
- Sankat City (10 de julio de 2009) (Released)
- Mere Baap Pehle Aap (13 de junio de 2008) (Released)
- Tashan (25 de abril de 2008) (Released)
- Black & White (7 de marzo de 2008) (Released)
- Cash (3 de agosto de 2007) (Released)
- Aryan - Unbreakable (15 de diciembre de 2006) (Released)
- Tathastu (12 de mayo de 2006) (Released)
- Dus (8 de julio de 2005) (Released)
- Main Hoon Na (30 de abril de 2004) (Released)
- Rishtey (6 de diciembre de 2002) (Released)
- Hathyar (18 de octubre de 2002) (Released)
- Aks (13 de julio de 2001) (Released)
- Fiza (8 de septiembre de 2000) (Released)
- Tera Jadoo Chal Gayaa (2000) (Released)

### Como letrista
- Brides Wanted (2010)

### Como director musical
- Muskurake Dekh Zara (23 de abril de 2010) (Released)
- Brides Wanted (2010) (Stuck/On Hold)
- Acid Factory (9 de octubre de 2009) (Released)
- Sankat City (10 de julio de 2009) (Released)
- Chhodon Naa Yaar (5 de octubre de 2007) (Released)
- Urchagam - Tamil (2 de septiembre de 2007) (Released)
- Holiday (10 de febrero de 2006) (Released)
- Chupke Se (12 de septiembre de 2003) (Released)
- Mumbai Se Aaya Mera Dost (22 de agosto de 2003) (Released)
- Qayamat: City Under Threat (11 de julio de 2003) (Released)
- Fiza (8 de septiembre de 2000) (Released)
- V.I.P (film) - Tamil (13 de junio de 1997) (Released)
- Oh Darling Yeh Hai India (11 de agosto de 1995) (Released)
- Raakh (1989) (Released) (external links)

### Como diseñador de sonido
- Tera Jadoo Chal Gayaa (2000) (Released)

### Como cantante de playback
- Muskurake Dekh Zara (23 de abril de 2010) (Released)
- Brides Wanted (2010) (Stuck/On Hold)
- Acid Factory (9 de octubre de 2009) (Released)
- Sankat City (10 de julio de 2009) (Released)
- Ru Ba Ru (12 de septiembre de 2008) (Released)
- Aryan - Unbreakable (15 de diciembre de 2006) (Released)
- Baabul (8 de diciembre de 2006) (Released)
- Pyare Mohan (21 de abril de 2006) (Released)
- Holiday (10 de febrero de 2006) (Released)
- Dus (8 de julio de 2005) (Released)
- Main Hoon Na (30 de abril de 2004) (Released)
- Chupke Se (12 de septiembre de 2003) (Released)
- Shaitan (2011) (Released)
- Oh Darling Yeh Hai India (11 de agosto de 1995) (Released) (external links)